# ASZ Olimbiakósz Vólu
Az ASZ Olimbiakósz Vólu egy görög focicsapat. Jelenleg a görög nemzeti bajnokság második vonalában szerepel.

## Története
Története legnagyobb sikerét érte el az Olimbiakósz Vólu a görög futballbajnokságban, mikor a 2010-2011-es szezont a csapat az ötödik helyen zárta a 30 fordulós alapszakasz után, ami azt jelentette, hogy legrosszabb esetben is az Európa-ligában indul a 2011–2012-es szezonban. A klub, amelyet 1937-ben alapítottak, és csak 1966-ban szerepelt először az élvonalban, 2006-ban még a harmadosztályban futballozott, 2010-ben jutott fel a legjobbak közé és egyből az ötödik helyen végzett a legmagasabb osztályban, ami nemzetközi kupaszereplést ért a csapatnak. Ez idő tájt két magyar játékosa is volt a klubnak, a Debreceni VSC-től érkező védő, Szélesi Zoltán alapember volt az egész szezonban, 23 meccsen lépett pályára, mindannyiszor kezdőként. A Volosz – amely gyakorlatilag az Olimbiakósz framcsapata, még a címerük is majdnem teljesen megegyezik – a szezon felénél kapta kölcsönbe Németh Krisztiánt, az egykori MTK-s, majd liverpooli támadót, aki csak hat meccsen szerepelt és egy gólt szerzett.

## Bundabotrány
Az UEFA döntése értelmében a bundabotrányba keveredett Olimbiakósz Volú csapata a 2011-2012-es idényben kizárásra került az Európa-ligából, így a Paris Saint-Germain ellen tervezett meccsüket az a Differdange együttese vívhatta meg, akit az előző körben kivertek a kupasorozatokból. A csapatot ezenkívül a nemzeti bajnokságból is kizárták.

## Sikerei
Football League (másodosztály)
- Bajnok (4): 1961–62, 1966–67, 1970–71, 2009–10

Football League 2 (harmadosztály)
- Bajnok (2): 1985–86, 1998–99

Görög Kupa
- Elődöntős (1): 2010–11

Területi bajnokság
- Bajnok (1): 1954–55